# Santiago Ascacíbar
Santiago Lionel Ascacíbar, né le 25 février 1997 à La Plata, est un footballeur international argentin jouant au poste de milieu défensif à l'Estudiantes LP.
Il est considéré par certains comme le successeur de Javier Mascherano.

## Biographie

### En club
Santiago Ascacíbar est formé au club argentin de sa ville de naissance Estudiantes de La Plata. C'est dans ce même club qu'il commence sa carrière professionnelle en 2016. Il joue un total de 50 matchs en 2 ans.

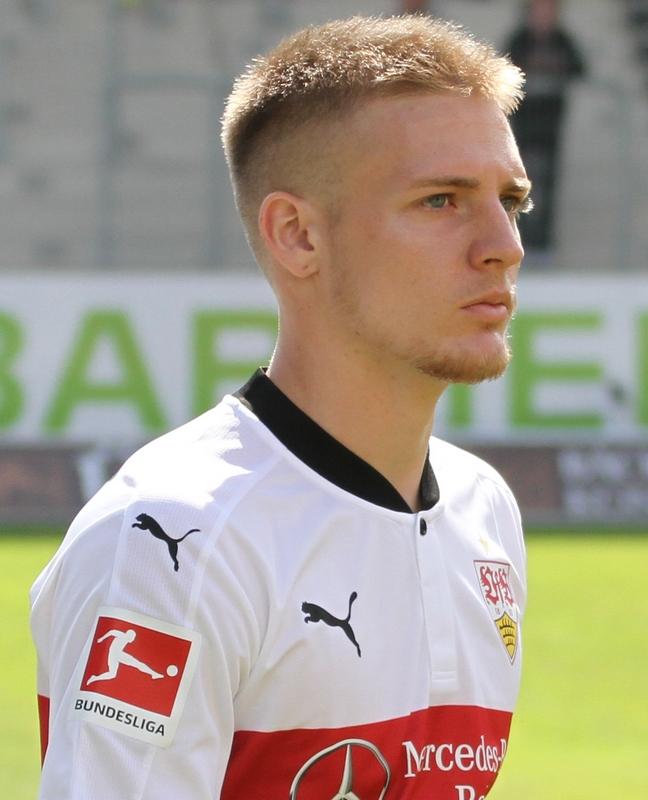
Ascacíbar avec le VfB Stuttgart en 2017

Le 22 août 2017, Santiago Ascacíbar s'engage pour une durée de cinq ans avec VfB Stuttgart. Le 9 août 2018, Ascacíbar prolonge son contrat au VfB Stuttgart jusqu'en juin 2023.
Le 1er janvier 2020, Ascacíbar s'engage pour quatre saisons et demie (soit jusqu'en juin 2024) en faveur du Hertha Berlin, qui a dépensé 12 millions d'euros pour le recruter.
Le 23 juillet 2022, Santiago Ascacíbar rejoint le club italien US Cremonese sous forme de prêt avec option d'achat. Il rentre prématurément au Hertha en janvier 2023. 
Il est directement prêté à son ancien club des Estudiantes de La Plata jusqu'au 1er juillet 2023 avec option d'achat. Cette option de 2,5 millions d'euros est levée le 22 mai 2023. Il signe un contrat jusqu'en 2026.

### En équipe nationale
Avec l'équipe olympique, il participe aux Jeux olympiques d'été de 2016 organisés au Brésil. Lors du tournoi olympique, il joue trois matchs : contre le Portugal (défaite 2-0), l'Algérie (vicroire 2-1), et le Honduras (match nul 1-1). L'Argentine est ainsi éliminée en phase de poules.
L'année suivante, il participe avec les moins de 20 ans au championnat de la CONMEBOL des moins de 20 ans, où il officie comme capitaine. L'Argentine se classe quatrième de cette compétition.
Il dispute dans la foulée la Coupe du monde des moins de 20 ans qui se déroule en Corée du Sud. Lors du mondial junior, il joue trois matchs : contre l'Angleterre (défaite 3-0), la Corée du Sud (défaite 2-1), et la Guinée (vicroire 5-0). Il est de nouveau capitaine lors de ce tournoi, et l'Argentine est aussi éliminée en phase de groupes.
Le 8 septembre 2018, Ascacíbar honore sa première sélection avec l'équipe d'Argentine en remplaçant Leandro Paredes à la 46e minute de jeu contre le Guatemala lors d'une rencontre amicale (victoire 3-0),.

## Statistiques
| Saison                | Club                  | Championnat           | Championnat | Championnat | Championnat | Coupe(s) nationale(s) | Coupe(s) nationale(s) | Coupe(s) nationale(s) | Compétition(s) continentale(s) | Compétition(s) continentale(s) | Compétition(s) continentale(s) | Compétition(s) continentale(s) | Total | Total | Total |
| Saison                | Club                  | Division              | M.          | B.          | P.d.        | M.                    | B.                    | P.d.                  | Comp.                          | M.                             | B.                             | P.d.                           | M.    | B.    | P.d.  |
| 2016-2017             | Estudiantes           | Primera Divisíon      | 17          | 0           | 0           | 1                     | 0                     | 0                     | CS                             | 2                              | 0                              | 0                              | 20    | 0     | 0     |
| 2017-2018             | Estudiantes           | Primera Divisíon      | 24          | 0           | 0           | -                     | -                     | -                     | CL+CS                          | 4+2                            | 0+0                            | 0+0                            | 30    | 0     | 0     |
| Sous-total            | Sous-total            | Sous-total            | 41          | 0           | 0           | 1                     | 0                     | 0                     | -                              | 8                              | 0                              | 0                              | 50    | 0     | 0     |
| 2017-2018             | VfB Stuttgart         | Bundesliga            | 29          | 0           | 1           | 2                     | 0                     | 0                     | -                              | -                              | -                              | -                              | 31    | 0     | 1     |
| 2018-2019             | VfB Stuttgart         | Bundesliga + Barrages | 27+1        | 0+0         | 0+0         | -                     | -                     | -                     | -                              | -                              | -                              | -                              | 28    | 0     | 0     |
| 2019-2020             | VfB Stuttgart         | 2.Bundesliga          | 13          | 1           | 1           | 2                     | 0                     | 0                     | -                              | -                              | -                              | -                              | 15    | 1     | 1     |
| Sous-total            | Sous-total            | Sous-total            | 70          | 1           | 2           | 4                     | 0                     | 0                     | -                              | -                              | -                              | -                              | 74    | 1     | 2     |
| 2019-2020             | Hertha Berlin         | Bundesliga            | 8           | 0           | 1           | 1                     | 0                     | 0                     | -                              | -                              | -                              | -                              | 9     | 0     | 1     |
| 2020-2021             | Hertha Berlin         | Bundesliga            | 13          | 1           | 0           | -                     | -                     | -                     | -                              | -                              | -                              | -                              | 13    | 1     | 0     |
| 2021-2022             | Hertha Berlin         | Bundesliga + Barrages | 28+1        | 0+0         | 1+0         | 2                     | 0                     | 0                     | -                              | -                              | -                              | -                              | 31    | 0     | 1     |
| Sous-total            | Sous-total            | Sous-total            | 50          | 1           | 2           | 3                     | 0                     | 0                     | -                              | -                              | -                              | -                              | 53    | 1     | 2     |
| 2022-2023             | US Cremonese (prêt)   | Serie A               | 13          | 0           | 0           | 1                     | 0                     | 2                     | -                              | -                              | -                              | -                              | 14    | 0     | 2     |
| Sous-total            | Sous-total            | Sous-total            | 13          | 0           | 0           | 1                     | 0                     | 2                     | -                              | -                              | -                              | -                              | 14    | 0     | 2     |
| 2023                  | Estudiantes (prêt)    | Primera Divisíon      | 17          | 3           | 1           | 1                     | 0                     | 0                     | CS                             | 3                              | 0                              | 0                              | 21    | 3     | 1     |
| 2023                  | Estudiantes           | Primera Divisíon      | -           | -           | -           | -                     | -                     | -                     | -                              | -                              | -                              | -                              | 0     | 0     | 0     |
| Sous-total            | Sous-total            | Sous-total            | 17          | 3           | 1           | 1                     | 0                     | 0                     | -                              | 3                              | 0                              | 0                              | 21    | 3     | 1     |
| Total sur la carrière | Total sur la carrière | Total sur la carrière | 191         | 5           | 5           | 10                    | 0                     | 2                     | -                              | 11                             | 0                              | 0                              | 212   | 5     | 7     |